# GO!GO!サタデー (山口朝日放送)
GO!GO!サタデー（ゴーゴーサタデー）は、2005年（平成17年）4月9日から山口朝日放送（yab）で放送されている山口県ローカルの情報番組である。
もともとは土曜日 11:00 - 11:15に放送されていたが、2013年4月からは、同じ土曜日でも11:30 - 11:45に、2015年4月からは5分拡大して11:25 - 11:45に放送されている。

## 放送時間
- 土曜日 11:25 - 11:45（JST）

## 出演者
- 宮部てつお
- 大畠寛美
- 清水のぶ代（のぶよん）
- Yuly（ユリー）（山口活性学園）
- KRISTINA（クリスティーナ）（山口活性学園）

ナレーション
- 福井恭子（ラジオパーソナリティー・フリーアナウンサー）

過去の出演者
- 槌谷由実
- 平岡千歩

## GO!GO!サタデーPlus
2016年（平成28年）4月9日からGO!GO!サタデーよりGO!GO!サタデーPlus（ゴーゴーサタデープラス）へリニューアル。内容は前番組と同様に山口及び
広島、福岡など近県のショップや学校紹介を行っている。山口県内で好感度の高いタレントを積極的に起用し視聴者との距離を近づけている。
出演タレントのイベントの様子なども放送している。
- 地元のアイドル山口活性学園が2018年11月24日に開催する周南市文化会館に向けての様子を毎週放送している。
- 2018年9月29日の放送で前身のGO!GOGO!サタデーより通算で500回放送を記録。

## 出演者
現在はYamakatsuから2名ずつ出演し行っている。
- Yuly（ユリー）
- 常岡もい
- 森脇優依
- 藤井澪奈
- 上田咲花

過去の出演者
- SORGENTI
- よしだ
- はるちゃん